# Phosmet
Il Phosmet o Fosmet è un composto eterociclico della categoria dei fosforganici impiegato come insetticida in agricoltura.

## Proprietà fitosanitarie
Il Fosmet è neurotossico per la sua attività esercitata come inibitore dell'acetilcolinesterasi a livello di sinapsi.   Penetra nei tessuti vegetali diffondendosi negli strati superficiali ed agisce sia per contatto sia per ingestione; è dotato di un ampio spettro d'azione e di una discreta persistenza.

## Ambiti d'impiego
In Italia è autorizzato l'impiego sulle drupacee (pesco, susino, albicocco, ciliegio), sulle pomacee (melo, pero), sugli agrumi, sull'olivo (fino al 2022), sulla patata.
È indicato per combattere insetti ad apparato boccale pungente-succhiatore (Rincoti), minatori delle foglie, dei frutti e dei rametti (Ditteri, Lepidotteri), ricamatori (Lepidotteri) e defogliatori in generale (Lepidotteri e Coleotteri). Svolge inoltre un'azione secondaria e collaterale sugli Acari.

## Tossicologia e impatto ambientale
Al pari di molti fosforganici di nuova generazione, il Fosmet è ritenuto di tossicità moderata, pertanto è distribuito in formulati commerciali a concentrazioni relativamente basse (non classificati), tuttavia per la sua azione anticolinesterasica è un prodotto che mantiene una discreta pericolosità.
Può essere assunto per inalazione, per assorbimento attraverso la pelle e per ingestione. L'inalazione provoca vertigine, nausea, difficoltà respiratoria, debolezza e crampi muscolari. L'ingestione provoca un avvelenamento più grave che si manifesta con vomito, crampi addominali, diarrea, convulsioni, perdita della conoscenza.
La LD50 è di 113–160 mg/kg per via orale (nel ratto) e di oltre 3000 mg/kg per via dermale (coniglio).
L'impatto ambientale è notevole: ha un'azione dannosa sull'entomofauna utile, in particolare nei confronti delle api verso le quali mostra una tossicità elevata, ed è nocivo nei confronti degli organismi acquatici.